# Huai Khwang
Huai Khwang (tiếng Thái: ห้วยขวาง, đọc là Hui Khoang) là một trong 50 quận của thành phố Băng Cốc, Thái Lan. Quận Huai Khwang có diện tích km2, dân số là người.
Huai Khwang nằm ở phía đông trung tâm của Băng Cốc. Các quận huyện lân cận là (từ phía bắc theo chiều kim đồng hồ) Chatuchak, Wang Thonglang, Bang Kapi, Suan Luang, Watthana, Ratchathewi và Din Daeng.

## Lịch sử
Quận Huai Khwang được thành lập từ một khu vực trước đây là một phần của Phaya Thai. Việc điều chỉnh địa bàn huyện đã được thực hiện vào năm 1978, điều chỉnh địa giới huyện lân cận Phaya Thai và Bang Kapi, và một lần nữa vào năm 1993, tạo ra quận mới Din Daeng.

## Hành chính
Quận được chia thành ba huyện (Khwaeng).